# أحمد بن محمد اللنباني
أبو الحسن أحمد بن محمّد بن عمر بن أبانٍ العبديّ، الأصبهانيّ اللّنبانيّ ( - 332 هـ) من أئمة الحديث الثقات، عاش في بغداد وكان يعمل وراقًا، ارتحل، فسمع كثيراً من ابن أبي الدنيا، وسمع مسند أحمد كلّه من عبد الله بن أحمد بن حنبل. توفي في ربيع الآخر سنة 332 هـ.

## روايته للحديث
- روى عن: إسماعيل بن أبي كثير،[2] وابن أبي الدنيا وعبد الله بن أحمد بن حنبل.[1]
- روى عنه: الحسن بن محمّد بن أريوه، وأبو عبد الله بن منده، وأبو عمر، وعبد الوهّاب السّلميّ،[1] وإبراهيم بن محمد بن حمزة الحافظ وعبد الله بن أحمد بن إسحاق الأصبهاني والد أبي نعيم وغيرهم.[2]
- مكانته عند أهل الحديث: قال أبو سعد السمعاني: محدث مشهور، ثقة معروف مكثر،[2] وقال الذهبي: الإمام المحدث.[1]